# Phrynopus fallaciosus
Phrynopus fallaciosus és una espècie de granota que viu al Perú.